# Criollas de Caguas 2024
Questa voce raccoglie le informazioni riguardanti le Criollas de Caguas nella stagione 2024.

## Stagione
Le Criollas de Caguas disputano la Liga de Voleibol Superior Femenino, classificandosi al quinto posto in regular season: ai play-off scudetto sfidano le Valencianas de Juncos ai quarti di finale, venendo eliminate in tre giochi.

## Organigramma societario
Area direttiva
- Presidente: Francisco Ramos

Area tecnica
- Allenatore: Juan Carlos Nuñez

## Rosa
| N° | Nome               | Ruolo | Data di nascita  | Nazionalità sportiva |
| -- | ------------------ | ----- | ---------------- | -------------------- |
| 1  | Valeria Porrata    | S     | 24 agosto 1992   | Porto Rico           |
| 1  | Dalianliz Rosado   | L     | 17 novembre 1995 | Porto Rico           |
| 3  | Gina Rivera        | L     | 30 giugno 2000   | Porto Rico           |
| 4  | Janice Leao        | C     | 17 gennaio 2001  | Stati Uniti          |
| 7  | Andrea Fuentes     | P     | 12 maggio 1999   | Porto Rico           |
| 8  | Paola Matos        | O     | 24 dicembre 2002 | Porto Rico           |
| 8  | Haley Bush         | S     | 30 giugno 2001   | Stati Uniti          |
| 9  | Lyansca Correa     | S     | 19 aprile 2000   | Porto Rico           |
| 10 | Diana Reyes        | C     | 29 aprile 1993   | Porto Rico           |
| 11 | Stephanie Salas    | L     | 17 febbraio 1992 | Porto Rico           |
| 11 | Kathia Sánchez     | P     | 29 novembre 1995 | Porto Rico           |
| 12 | Jois Díaz          | C     | -                | Porto Rico           |
| 12 | Angel Gaskin       | O     | 1º dicembre 1996 | Stati Uniti          |
| 12 | Breana Edwards     | S     | 23 marzo 2000    | Stati Uniti          |
| 13 | Chareika Carrión   | S     | 26 aprile 2005   | Porto Rico           |
| 14 | Treyaunna Rush     | O     | 20 gennaio 2001  | Stati Uniti          |
| 14 | Alejandra Argüello | C     | 30 aprile 1998   | Porto Rico           |
| 18 | Nia Robinson       | S     | 24 marzo 1999    | Stati Uniti          |
| 22 | Heipua Tautua'a    | S     | 1º dicembre 2002 | Stati Uniti          |
| 22 | Adeola Owokoniran  | S     | 3 gennaio 2000   | Stati Uniti          |
| 23 | Minelis Rivera     | P     | 19 aprile 2002   | Porto Rico           |

## Mercato
| Acquisti                               | Acquisti           | Acquisti             | Acquisti   |
| R.                                     | Nome               | da                   | Modalità   |
| -------------------------------------- | ------------------ | -------------------- | ---------- |
| S                                      | Chareika Carrión   | Interamericana PR    | definitivo |
| S                                      | Lyansca Correa     | UPR Aguadilla        | definitivo |
| C                                      | Jois Díaz          | Ana G. Méndez        | definitivo |
| P                                      | Andrea Fuentes     | -                    | definitivo |
| C                                      | Janice Leao        | Miami (Florida)      | definitivo |
| O                                      | Paola Matos        | Norfolk State        | definitivo |
| S                                      | Valeria Porrata    | -                    | definitivo |
| C                                      | Diana Reyes        | Al-Ahly              | definitivo |
| L                                      | Gina Rivera        | Tennessee State      | definitivo |
| P                                      | Minelis Rivera     | Ana G. Méndez        | definitivo |
| O                                      | Treyaunna Rush     | North Texas          | definitivo |
| S                                      | Heipua Tautua'a    | San Diego State      | definitivo |
| Trasferimenti nel corso della stagione |                    |                      |            |
| C                                      | Alejandra Argüello | Changas de Naranjito | definitivo |
| S                                      | Haley Bush         | Mets de Guaynabo     | definitivo |
| S                                      | Breana Edwards     | Casalmaggiore        | definitivo |
| O                                      | Angel Gaskin       | Lemesos              | definitivo |
| S                                      | Adeola Owokoniran  | -                    | definitivo |
| S                                      | Nia Robinson       | Athletes Unlimited   | definitivo |
| L                                      | Dalianliz Rosado   | -                    | definitivo |
| P                                      | Kathia Sánchez     | Changas de Naranjito | definitivo |

| Cessioni                               | Cessioni          | Cessioni                | Cessioni   |
| R.                                     | Nome              | a                       | Modalità   |
| -------------------------------------- | ----------------- | ----------------------- | ---------- |
| S                                      | Taylor Borup      | -                       | svincolata |
| C                                      | Kayla Caffey      | Athletes Unlimited      | definitivo |
| S                                      | Stephanie Enright | Levallois Paris         | definitivo |
| C                                      | Alba Hernández    | VKP Bratislava          | definitivo |
| O                                      | Nia Reed          | Athletes Unlimited      | definitivo |
| P                                      | Carelis Rojas     | -                       | ritirata   |
| P                                      | Mariana Thon      | -                       | ritirata   |
| S                                      | Ninoshka Vázquez  | Cangrejeras de Santurce | definitivo |
| L                                      | Shara Venegas     | San Diego Mojo          | definitivo |
| S                                      | Pilar Victoriá    | Béziers                 | definitivo |
| Trasferimenti nel corso della stagione |                   |                         |            |
| C                                      | Jois Díaz         | -                       | svincolata |
| P                                      | Andrea Fuentes    | Changas de Naranjito    | definitivo |
| O                                      | Angel Gaskin      | -                       | svincolata |
| O                                      | Paola Matos       | Valencianas de Juncos   | definitivo |
| S                                      | Adeola Owokoniran | -                       | svincolata |
| S                                      | Valeria Porrata   | -                       | svincolata |
| O                                      | Treyaunna Rush    | -                       | svincolata |
| L                                      | Stephanie Salas   | Changas de Naranjito    | definitivo |
| S                                      | Heipua Tautua'a   | -                       | svincolata |

## Risultati

### LVSF

#### Regular season
| 19 gennaio 2024 Cancha José "Pepin" Cestero, Bayamón   | Pinkin de Corozal       | 0 - 3 | Criollas de Caguas      | 19-25, 21-25, 22-25               |
| 21 gennaio 2024 Coliseo Roger L. Mendoza, Caguas       | Criollas de Caguas      | 3 - 1 | Valencianas de Juncos   | 25-16, 18-25, 27-25, 25-17        |
| 24 gennaio 2024 Coliseo Juan Aubín Cruz Abreu, Manatí  | Atenienses de Manatí    | 3 - 0 | Criollas de Caguas      | 26-24, 25-15, 25-15               |
| 26 gennaio 2024 Coliseo Roger L. Mendoza, Caguas       | Criollas de Caguas      | 3 - 2 | Changas de Naranjito    | 27-29, 25-23, 23-25, 25-13, 15-9  |
| 28 gennaio 2024 Coliseo Mario Morales, Guaynabo        | Mets de Guaynabo        | 3 - 0 | Criollas de Caguas      | 25-14, 25-18, 25-16               |
| 30 gennaio 2024 Coliseo Roberto Clemente, San Juan     | Cangrejeras de Santurce | 2 - 3 | Criollas de Caguas      | 22-25, 32-30, 25-22, 19-25, 11-15 |
| 3 febbraio 2024 Coliseo Roger L. Mendoza, Caguas       | Criollas de Caguas      | 2 - 3 | Pinkin de Corozal       | 22-25, 25-15, 23-25, 25-19, 9-15  |
| 9 febbraio 2024 Coliseo Gelito Ortega, Naranjito       | Changas de Naranjito    | 0 - 3 | Criollas de Caguas      | 20-25, 23-25, 24-26               |
| 10 febbraio 2024 Coliseo Roger L. Mendoza, Caguas      | Criollas de Caguas      | 2 - 3 | Mets de Guaynabo        | 25-20, 25-17, 25-27, 21-25, 6-15  |
| 13 febbraio 2024 Coliseo Roberto Clemente, San Juan    | Cangrejeras de Santurce | 3 - 2 | Criollas de Caguas      | 25-19, 16-25, 19-25, 25-15, 15-10 |
| 17 febbraio 2024 Coliseo Roger L. Mendoza, Caguas      | Criollas de Caguas      | 3 - 0 | Pinkin de Corozal       | 25-21, 25-21, 25-19               |
| 18 febbraio 2024 Coliseo Rafael Amalbert, Juncos       | Valencianas de Juncos   | 2 - 3 | Criollas de Caguas      | 25-21, 20-25, 25-17, 23-25, 13-15 |
| 21 febbraio 2024 Coliseo Juan Aubín Cruz Abreu, Manatí | Atenienses de Manatí    | 3 - 2 | Criollas de Caguas      | 21-25, 30-28, 28-26, 16-25, 12-15 |
| 22 febbraio 2024 Coliseo Roger L. Mendoza, Caguas      | Criollas de Caguas      | 0 - 3 | Valencianas de Juncos   | 27-29, 22-25, 18-25               |
| 27 febbraio 2024 Coliseo Roger L. Mendoza, Caguas      | Criollas de Caguas      | 0 - 3 | Cangrejeras de Santurce | 18-25, 24-26, 13-25               |
| 28 febbraio 2024 Coliseo Mario Morales, Guaynabo       | Mets de Guaynabo        | 3 - 2 | Criollas de Caguas      | 25-21, 25-22, 19-25, 10-25, 17-15 |
| 1º marzo 2024 Coliseo Roger L. Mendoza, Caguas         | Criollas de Caguas      | 3 - 2 | Atenienses de Manatí    | 19-25, 25-17, 22-25, 25-20, 15-12 |
| 2 marzo 2024 Cancha José "Pepin" Cestero, Bayamón      | Pinkin de Corozal       | 3 - 1 | Criollas de Caguas      | 18-25, 25-23, 25-14, 25-17        |
| 8 marzo 2024 Coliseo Gelito Ortega, Naranjito          | Changas de Naranjito    | 3 - 1 | Criollas de Caguas      | 28-26, 13-25, 25-12, 25-23        |
| 9 marzo 2024 Coliseo Roger L. Mendoza, Caguas          | Criollas de Caguas      | 3 - 1 | Mets de Guaynabo        | 28-26, 25-23, 31-33, 25-23        |
| 12 marzo 2024 Coliseo Roger L. Mendoza, Caguas         | Criollas de Caguas      | 0 - 3 | Cangrejeras de Santurce | 22-25, 17-25, 22-25               |
| 13 marzo 2024 Coliseo Roger L. Mendoza, Caguas         | Criollas de Caguas      | 2 - 3 | Atenienses de Manatí    | 27-25, 25-19, 14-25, 15-25, 14-16 |
| 15 marzo 2024 Coliseo Roger L. Mendoza, Caguas         | Criollas de Caguas      | 1 - 3 | Changas de Naranjito    | 25-22, 27-29, 21-25, 15-25        |
| 16 marzo 2024 Coliseo Rafael Amalbert, Juncos          | Valencianas de Juncos   | 3 - 1 | Criollas de Caguas      | 22-25, 25-22, 25-18, 25-16        |

#### Play-off
| Quarti di finale (gara 1) - 21 marzo 2024 Coliseo Rafael Amalbert, Juncos  | Valencianas de Juncos | 3 - 0 | Criollas de Caguas    | 25-11, 25-23, 25-19        |
| Quarti di finale (gara 2) - 23 marzo 2024 Coliseo Roger L. Mendoza, Caguas | Criollas de Caguas    | 1 - 3 | Valencianas de Juncos | 18-25, 25-21, 20-25, 17-25 |
| Quarti di finale (gara 3) - 24 marzo 2024 Coliseo Rafael Amalbert, Juncos  | Valencianas de Juncos | 3 - 1 | Criollas de Caguas    | 25-27, 25-19, 25-22, 29-27 |

## Statistiche

### Statistiche di squadra
| Competizione | Punti | In casa | In casa | In casa | In trasferta | In trasferta | In trasferta | Totale | Totale | Totale |
| Competizione | Punti | G       | V       | P       | G            | V            | P            | G      | V      | P      |
| ------------ | ----- | ------- | ------- | ------- | ------------ | ------------ | ------------ | ------ | ------ | ------ |
| LVSF         | 29    | 13      | 5       | 8       | 14           | 4            | 10           | 27     | 9      | 18     |
| Totale       | -     | 13      | 5       | 8       | 14           | 4            | 10           | 27     | 9      | 18     |

G = partite giocate; V = partite vinte; P = partite perse

### Statistiche dei giocatori
Dati non disponibili.